# Жале Інан
Жале Інан (тур. Jale İnan; 1 лютого 1914, Стамбул — 26 лютого 2001, Стамбул) — перша турецька жінка-археолог, професорка класичної археології Стамбульського університету.

## Біографія
Жале Інан народилася 1 лютого 1914 року в родині директора археологічного музею Азіза Огана. Дочка вирішила піти стопами батька і теж стати археологом. У 1934 році Жале Інан закінчила середню школу для дівчаток і вступила до університету, де спочатку вивчала медицину, оскільки тоді в Туреччині не було археологічних кафедр. У 1935 році отримала стипендію, яка дозволила їй поїхати до Берліна навчатися в Німецькому археологічному інституті. Жале вивчала класичну археологію також і в Мюнхені, де в березні 1943 року захистила докторську дисертацію на тему «Kunstgeschichtliche Untersuchung der Opferhandlung auf römischen Münzen», під керівництвом професора Герхарда Роденвальда. У тому ж 1943 році вона повернулася назад до Туреччини, де почала працювати асистентом кафедри давньої історії і нумізматики Стамбульського університету.
У 1944 році вийшла заміж за цивільного інженера Мустафу Інана, в подальшому — професора Технічної школи в Стамбулі.
У 1947 році Жале Інан стала асистенткою Арифа Мюфіда Манселя, першого турецького професора класичної археології. Разом з ним брала участь у розкопках.
У 1953 році пройшла процедуру габілітації й у 1963 році отримала звання професора. У 1975 році вона змінила Манселя на посаді завідувача кафедрою і продовжувала керувати нею до 1983 року. Була членом Німецького та Австрійського археологічних інститутів. Її польові дослідження в Перге та Сіде стали основоположними для розвитку археології та охорони пам'ятників історії та культури в Туреччині.
На згадку про Жале Інан Музей жінки міста Анталія щорічно вручає премію «Жінка року».

## Праці
- Roman and early Byzantine portrait sculpture in Asia Minor . London 1966. (співавтор)
- Roman sculpture in Side. Ankara 1975, (Researches in the region of Antalya; 8).
- Römische und frühbyzantinische Porträtplastik aus der Türkei. Neue Funde . Mainz 1979, ISBN 3-8053-0391-2 . (співавтор)
- Toroslar'da bir antik kent: Lyrbe? Seleukeia? = Eine antike Stadt im Tauros-Gebirge . Ankara 1998. (Kazi monografileri dizisi; 5). ISBN 975-7538-93-0 .
- Perge'nin Roma Devri Heykeltraşlığı, Band 1: Istanbul 2000, ISBN 975-6899-50-6, Band 2: Istanbul 2003 ISBN 975-6899-87-5 .